# تم تمو (مقاطعة دهلران)
تم تمو (بالفارسية: تم تمو) هي قرية تقع في قسم اناران الريفي (مقاطعة دهلران) في إيران. يقدر عدد سكانها بـ 506 نسمة بحسب إحصاء 2016.